# Baia di Sebastopoli
La baia di Sebastopoli (in ucraino Севастопольська бухта?) (in russo Севастопольская бухта?) è un'insenatura sulle coste della Crimea che divide la città di Sebastopoli in due zone, una meridionale e l'altra settentrionale.
La baia è lunga 7,5 kilometri e al suo interno sfocia il fiume Čërnaja. Essa si estende da est a ovest alla foce del già menzionato fiume.
Permette inoltre di accedere alla città di Sebastopoli dal mare, attraverso il porto di Sebastopoli.